# Hongkong-Zhuhai-Macau-Brücke

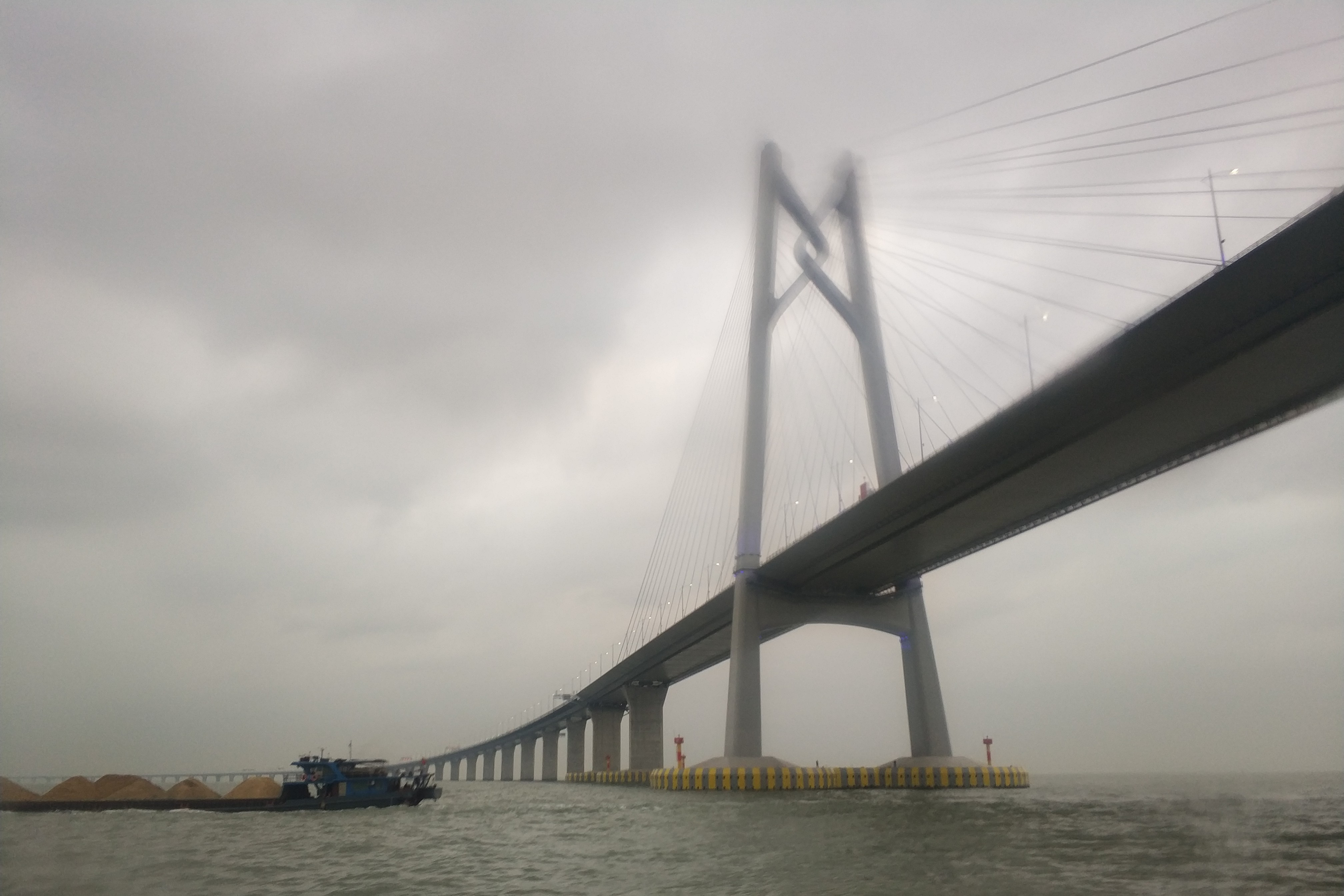
Hauptteil der Brücke – Macau nach Shekou, März 2017

Die Hongkong-Zhuhai-Macau-Brücke, kurz HZMB (chinesisch 港珠澳大橋 / 港珠澳大桥, Pinyin Gǎng Zhū Ào Dàqiáo, Jyutping Gong1 Zyu1 Ou3 Daai6kiu4), ist eine Straßenverbindung zwischen Hongkong, Zhuhai und Macau. Das chinesische Infrastrukturprojekt besteht aus mehreren Brücken, Tunneln und künstlichen Inseln am Perlflussdelta. Seit ihrer Fertigstellung am 14. November 2017 bzw. der Eröffnung für den Verkehr am 24. Oktober 2018 gilt die Brücke als die längste Überwasser-Brücke der Welt. Sie löste damit den bisherigen Rekordhalter, die Jiaozhou-Bucht-Brücke, ab. Zudem ist sie der längste Brückentunnel der Welt.

## Geschichte
Im Dezember 2009 wurde der Grundstein für das Projekt gelegt. Die Kosten wurden anfänglich auf 73 Milliarden Renminbi (rund 10,7 Milliarden US-Dollar) veranschlagt. Die Eröffnung war ursprünglich für Ende 2016 vorgesehen. Das Brückenbauwerk wurde am 27. September 2016 fertiggestellt. Am 7. Juli 2017 wurde der Unterseetunnel fertig. Am 28. September 2018 wurde ein dreitägiger Testbetrieb mit einigen Dutzend Fahrzeugen aufgenommen, um das Funktionieren der Signaltechnik und der Zolleinrichtungen zu überprüfen. Ausläufer des Taifuns Mangkhut hatte die Brücke einige Tage zuvor überstanden. Die offiziellen Eröffnungsfeierlichkeiten fanden am 23. Oktober 2018 in Zhuhai statt.
Nach Angaben der Verwaltung der Sonderverwaltungszone aus dem Jahr 2017 kamen im Verlauf der Bauarbeiten auf Hongkonger Seite neun Arbeiter ums Leben. Nach Einschätzung Hongkonger Oppositionspolitiker könnte es auf festlandchinesischer Seite bis zu zehnmal so viele tödliche Unfälle gegeben haben. Daher wird das Projekt von den dortigen Arbeitern Chinas inoffiziell auch als „Blut-und-Tränen-Brücke“ (englisch „bridge of blood and tears“) bezeichnet.
Auf der gesamten Brücke ist wie auf dem chinesischen Festland Rechtsverkehr vorgeschrieben. In Hongkong herrscht im Gegensatz dazu Linksverkehr. Daher benötigen alle Kraftfahrzeughalter bzw. Fahrer generell zwei verschiedene Fahrlizenzen, die die Brücke bzw. den Straßentransitverkehr nach Festlandchina nutzen. Aktuell trifft das auf rund 30.000 Personen zu, da bisher der Antrag für die Sonderfahrlizenzen für Bürger aus den Sonderverwaltungszonen an besondere Bedingungen geknüpft ist. Für die Einwohner der umliegenden Städte wird die Brücke möglicherweise erst nach dem Ende der Teilautonomie von Hongkong und Macau im Jahr 2047 nutzbar.

## Verlauf und technische Daten
Das Bauwerk besteht aus mehreren Teilabschnitten. Alle Straßen sind in beide Richtungen dreispurig ausgelegt. Auf der gesamten Strecke herrscht Rechtsverkehr; der Wechsel auf den in den Sonderverwaltungszonen Macau und Hongkong geltenden Linksverkehr findet in den jeweiligen Grenzübergangsanlagen statt.
Im Folgenden werden die Anlagen von Westen (Macau, Zhuhai) in Richtung Osten (Hongkong) beschrieben.

### Grenzübergangsanlagen nach Macau und Zhuhai
Am Westufer des Perlflusses befinden sich auf einer künstlichen Insel Grenzübergangsanlagen für die Einreise in die Sonderverwaltungszone Macau und das chinesische Festland. Hier beginnt auch die Hauptbrücke.

### Hauptbrücke und Tunnel
Die 22,9 Kilometer lange eigentliche Hauptbrücke hat ihre Endpunkte auf zwei im Rahmen des Projektes neu angelegten künstlichen Inseln. Die westlich gelegene künstliche Insel liegt vor Macau und gehört zum Unterdistrikt Gongbei von Zhuhai. Die östliche künstliche Insel wurde mitten im Perlfluss angelegt. Hier geht die Hauptbrücke in einen 6,7 Kilometer langen Untersee-Tunnel über, der auf einer dritten, weiter östlich gelegenen künstlichen Insel wieder zutage tritt. Der Tunnel wurde aus 100 m langen Teilstücken zusammengesetzt. Die Hauptbrücke und der Tunnel (zusammen 29,7 Kilometer) wurden in Regie der Volksrepublik China erbaut. In diesem Abschnitt befinden sich auch die Hauptschifffahrtsstraßen. Der Hauptschifffahrtskanal befindet sich im Bereich des Unterseetunnels. Zusätzlich gibt es drei weitere Durchfahrten unter drei großen Schrägseilbrücken (siehe Qingzhou-Brücke bei Fuzhou, Jianghai-Brücke bei Jiangmen und Jiuzhou-Brücke bei Qingdao).

### Hongkong-Verbindungsstraße

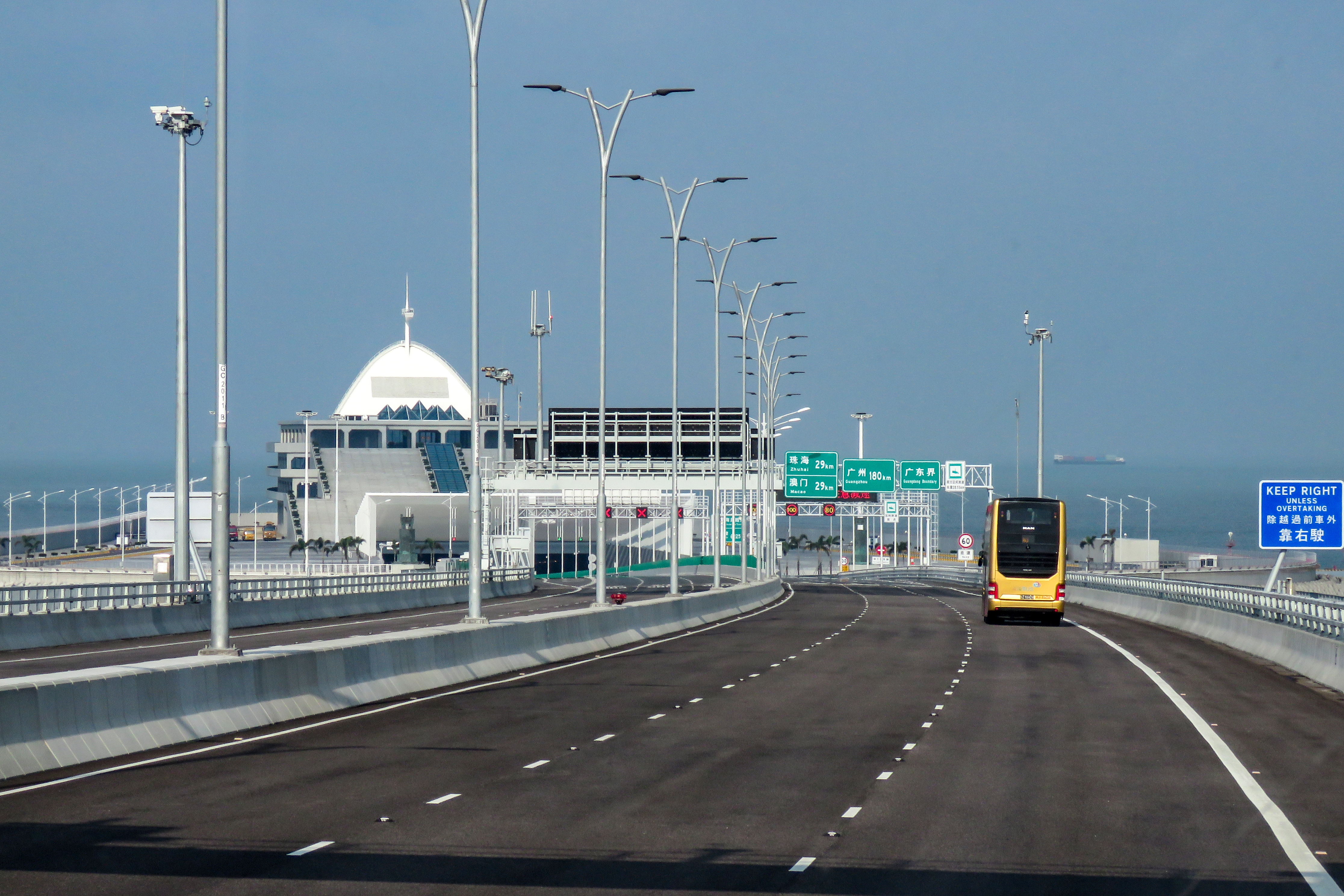
Verkehr auf der HZMB, 2019

Östlich des Tunnels beginnt der Abschnitt, der in Regie Hongkongs erbaut wurde. Dieser Abschnitt, die Hongkong-Verbindungsstraße, hat eine Gesamtlänge von 12 Kilometern. Er besteht aus einem 9,4 Kilometer langen Überwasser-Viadukt, der durch die Meerenge zwischen der Insel Chek Lap Kok mit dem Internationalen Flughafen Hongkong und Lantau Island führt und am Guanjinshan-Hügel auf Chek Lap Kok endet. Von dort führt der 1 km lange Guanjinshan-Tunnel zur Ostseite der Flughafeninsel, dem ein 1,6 km langes ebenerdiges Straßenstück zu den Grenzübergangsanlagen folgt. Für diesen letzten Straßenabschnitt wurden an der Ostseite von Chek Lap Kok 20 Hektar Land aufgeschüttet.

Verlauf der Hongkong-Zhuhai-Macau-Brücke von Gongbei (Festlandchina) im Westen bis Lantau Island (Hongkong) im Osten, Hong Kong Highway Department 2018

| Englisch                   | Chinesisch              | Pinyin               | Jyutping                  | Deutsch            |
| -------------------------- | ----------------------- | -------------------- | ------------------------- | ------------------ |
| Hong Kong Link Road (HKLR) | 香港接線 / 香港接线     | Xiānggǎng Jiēxiàn    | Hoeng1gong2 Zip3sin2      | Hongkong-Anbindung |
| Scenic Hill                | 觀景山 / 观景山         | Guānjǐng Shān        | Gun1ging2 Saan1           | Guanjinshan-Hügel  |
| Scenic Hill Tunnel         | 觀景山隧道 / 观景山隧道 | Guānjǐng Shān Suìdào | Gun1ging2 Saan1 Seoi6dou6 | Guanjinshan-Tunnel |

### Grenzübergangsanlage nach Hongkong
Für die Hongkonger Grenzübergangsanlagen (香港口岸建設, englisch Hong Kong Boundary Crossing Facilities, kurz HKBCF) und die Anbindung an die Stadtautobahn Route 8 wurde eine 130 ha große künstliche Insel östlich der Flughafeninsel Chek Lap Kok aufgeschüttet.

### Tuen Mun–Chek Lap Kok-Verbindung

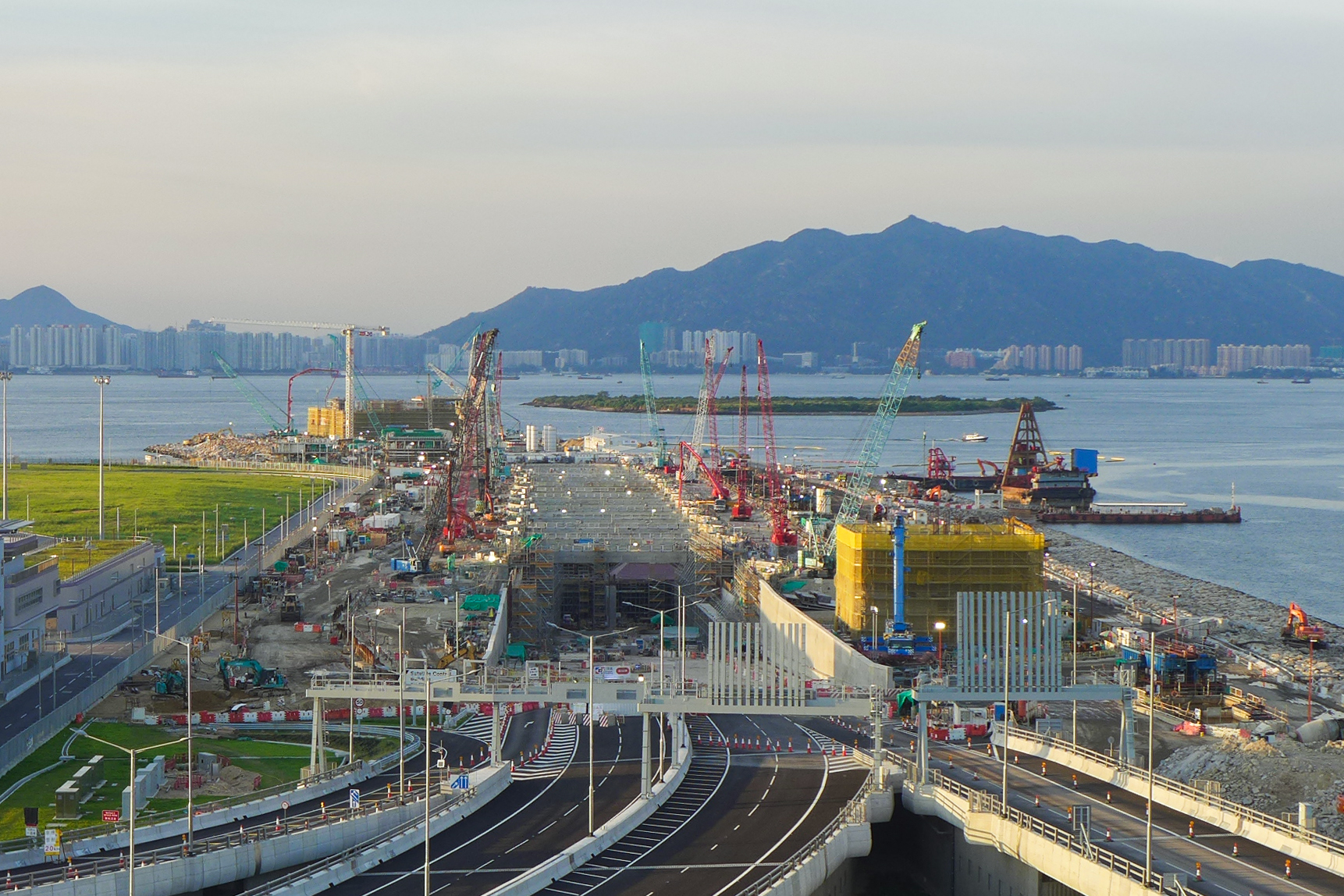
TM-CLK-Tunnel – Bauphase, 2019

Die Tuen Mun-Chek Lap Kok-Verbindung (屯門至赤鱲角連路, englisch Tuen Mun–Chek Lap Kok Link, kurz TM-CLKL) ist eine jeweils zweispurige Verbindungsstraße, die einerseits die Hongkonger Grenzübergangsanlagen und Chek Lap Kok mit dem nordwestlich gelegenen Distrikt Tuen Mun in den New Territories verbindet und andererseits den Zugang zu südlich gelegenen Insel Lantau herstellt. Für den „Nord-Link“ (Nordverbindung) wurde der Tuen Mun-Chek Lap Kok-Tunnel (屯門–赤鱲角隧道, englisch Tuen Mun–Chek Lap Kok Tunnel, kurz TM-CLK-Tunnel) gebaut. Die Tunnelröhre mit einem Durchmesser von 14 Meter und einer Röhrenlänge von 5465 Meter in 50 Meter Wassertiefe ist seit seiner Fertigstellung 2020 die längste Tunnel Hongkongs. Der Gesamtverlauf der Verbindung streckt sich über einer fünf Kilometer langen Unterseetunnel und den „Süd-Link“ (Süddverbindung), einer dreieinhalb Kilometer langen südliche Straßenverbindung, die 1,6 km über Wasser und 1,9 km über Land verläuft. Die Fertigstellung der Nordverbindung zu den New Territories ist erst nach der Eröffnung der Hongkong-Zhuhai-Macau-Brücke geplant. Die Südverbindung führt zur bestehenden Autobahn Route 8 auf Lantau Island. Von dort ist das Stadtzentrum ca. 30 km entfernt.
Im Frühjahr 2020 fand der Innenausbau der Tunnelröhren mit Wandverkleidungen und Asphaltierung statt. Am 27. Dezember 2020 wurde der offizielle Betrieb der Tunnelröhre (TM-CLK-Tunnel) für den öffentlichen Verkehr freigegeben.

## Kritik
Während das Bauwerk in den Staatsmedien der Volksrepublik China als technisches Meisterwerk gepriesen wurde, war in Hongkong vielfach Kritik zu hören. Die Baukosten der Brücke werden sich auch nach den optimistischsten Annahmen innerhalb der nächsten Jahrzehnte keinesfalls amortisieren. Das Geld hätte daher nach Meinung vieler Hongkonger besser investiert werden können, vor allem in eine Verbesserung der seit langem extrem angespannten Wohnungssituation in Hongkong. Hongkong gilt in vielen Rankings als der teuerste Immobilienmarkt weltweit. Ein Teil der Hongkonger Bürger misstraut der Pekinger Regierung und sieht in dem Brückenprojekt samt der Aufschüttung künstlicher Inseln, auf denen große Wohnquartiere gebaut werden sollen und in denen vermutlich Zuwanderer aus Südchina wohnen werden, einen subtilen Versuch der Pekinger Führung, Hongkong immer weiter an das restliche China anzugleichen und letztlich auch seine Sonderrechte auszuhebeln.

## Galerie

Hongkong-Zhuhai-Macau-Brücke – HZMB – Bauphase
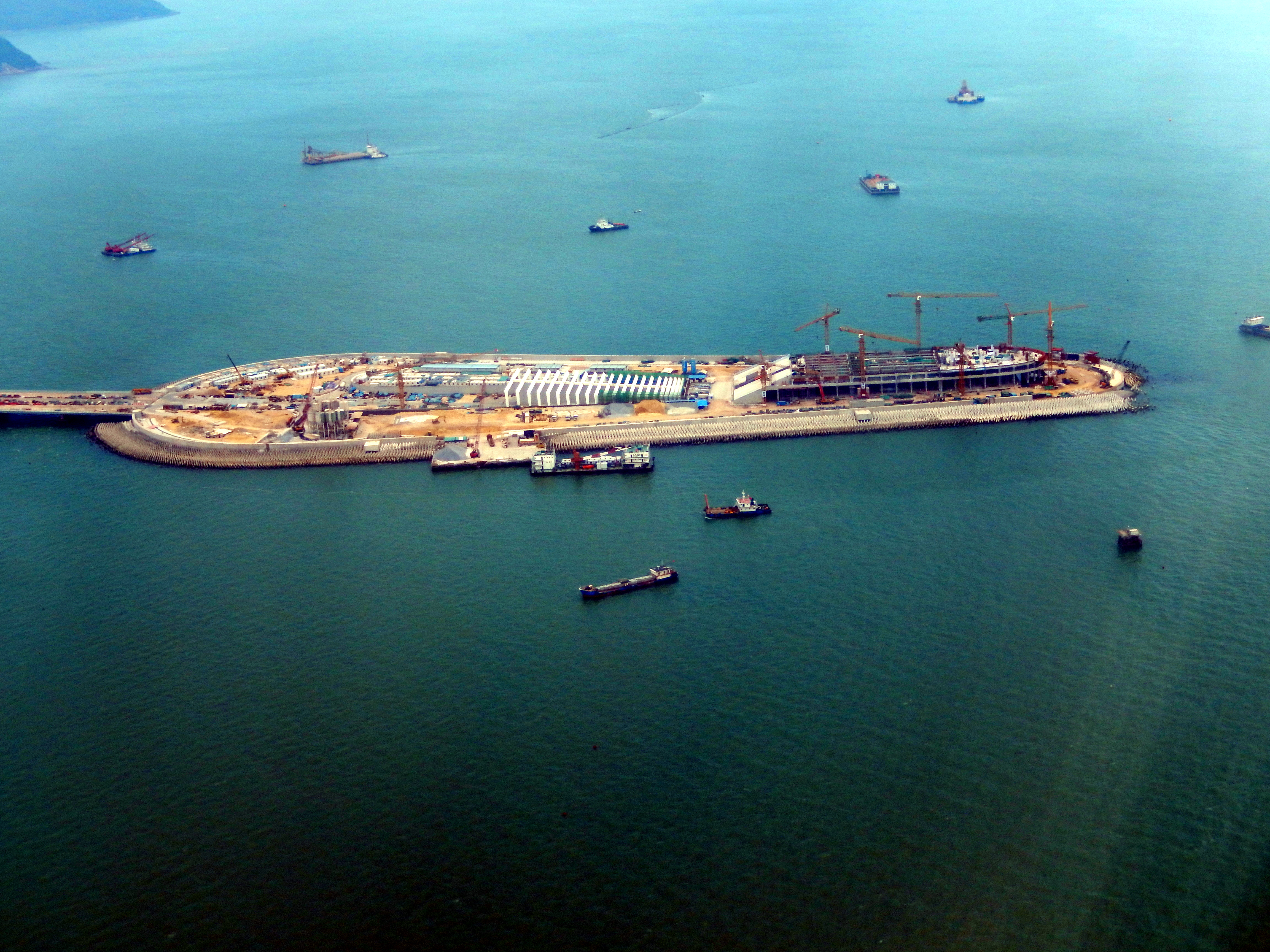
Östliche Tunnelinsel nahe Hongkong, Mai 2017
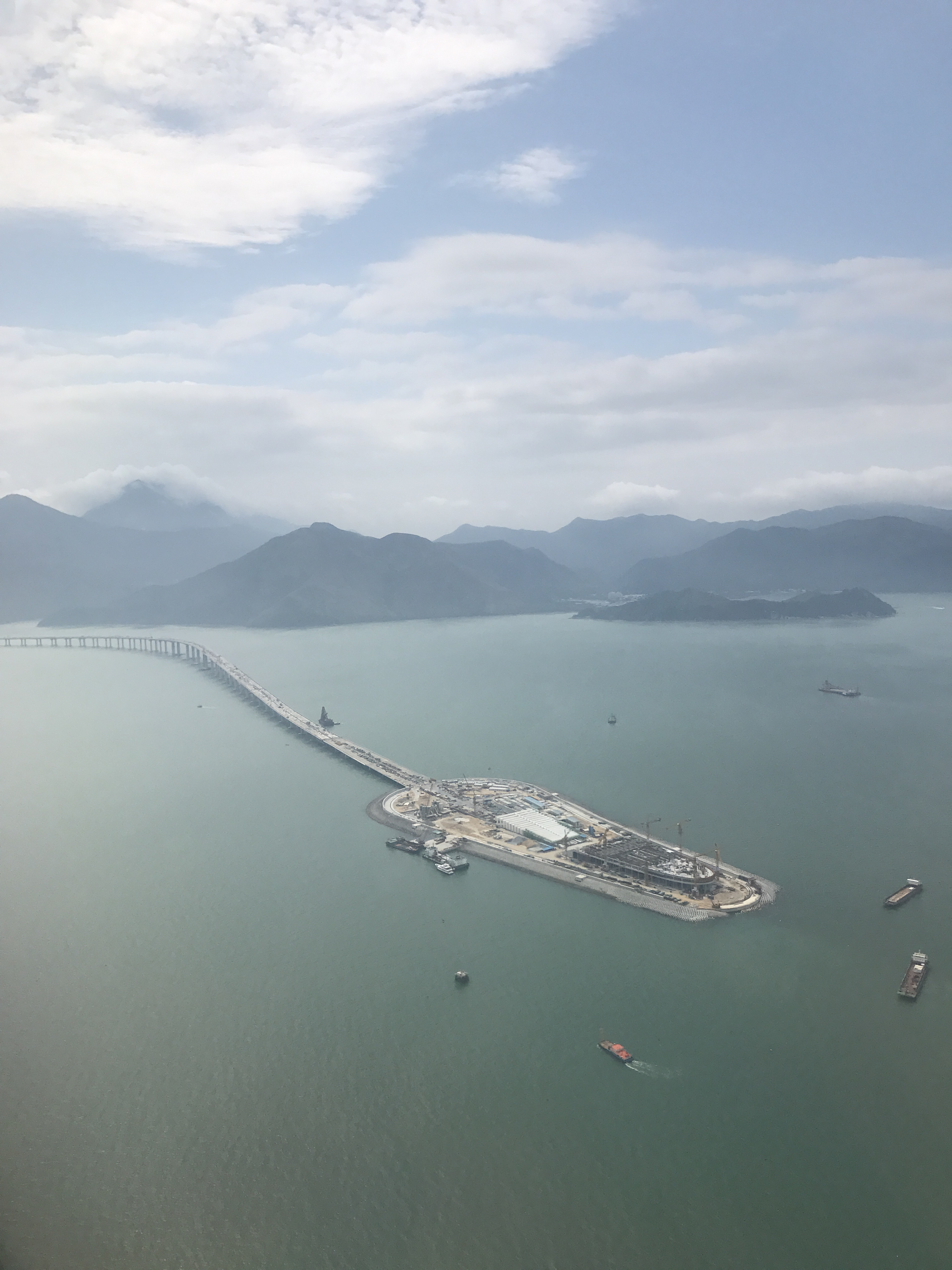
Tunnelinsel – Luftansicht, 2017
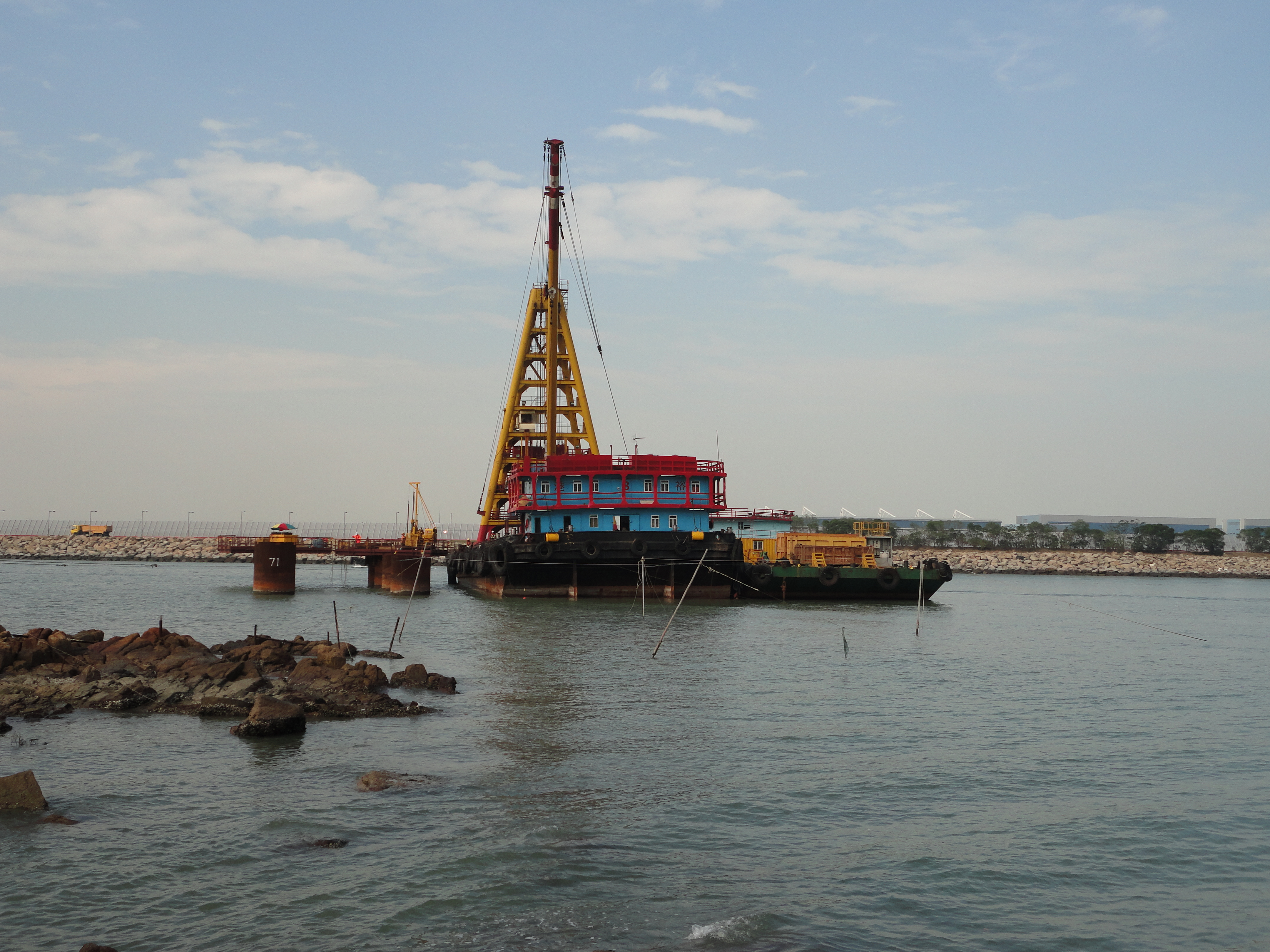
Pfahlgründung am Sha Lo Wan – Lantau Island, 2013
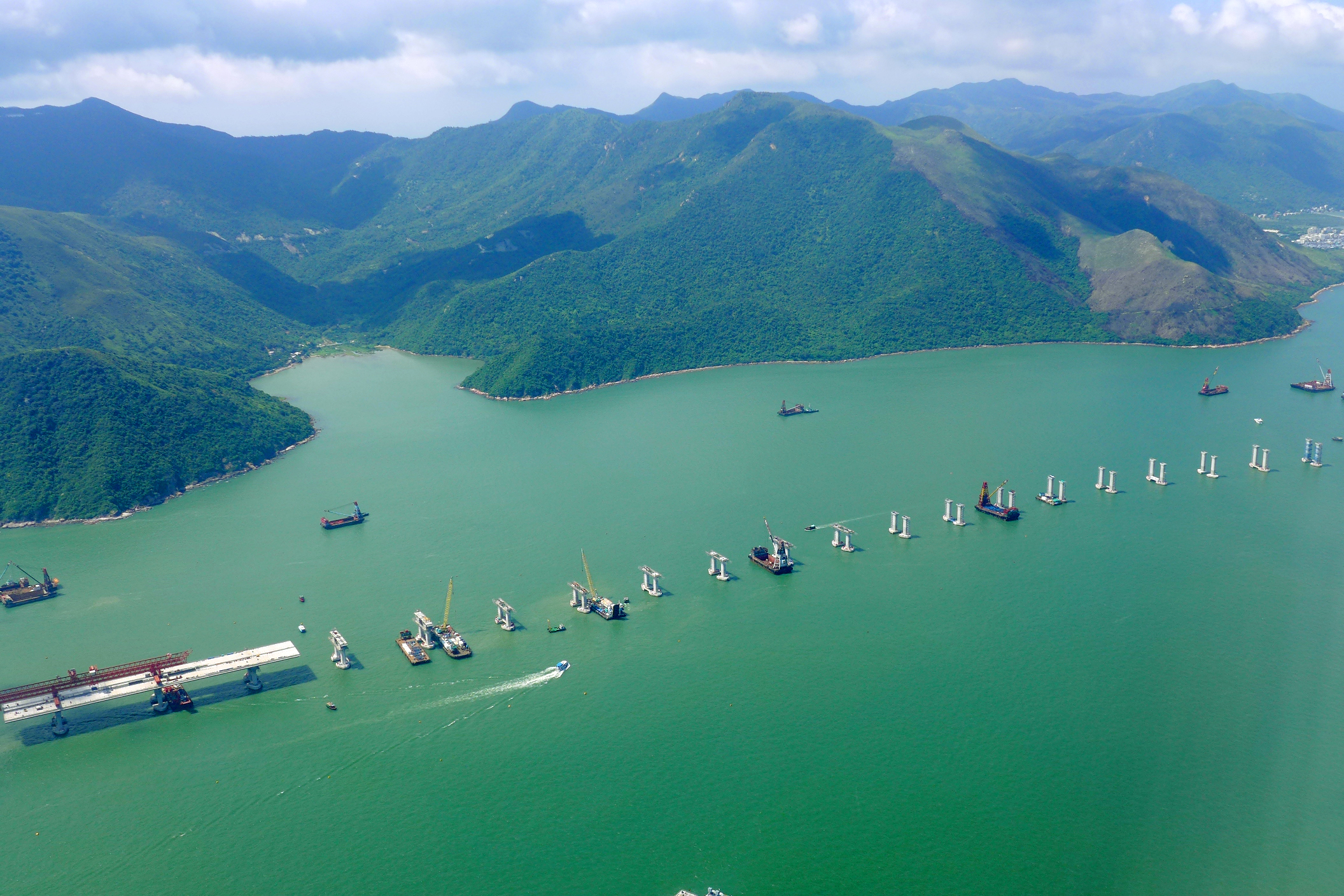
Bau der „Hongkong-Anbindung“ (HKLR) – vor Lantau, 2015

## Fußnote
1. ↑  
Die 5465 Meter ist die Gesamtlänge zwischen den beiden Tunnelportalen des Tuen Mun–Chek Lap Kok-Tunnels.